# Ligue africaine de basket-ball 2021
Navigation
2022
La saison 2021 de la Ligue africaine de basket-ball est la saison inaugurale de la Ligue africaine de basket-ball (BAL), compétition inter-clubs africains, née du partenariat entre la NBA et la FIBA. Initialement prévue à partir de mars 2020 sur plusieurs sites à travers l'Afrique, elle est reportée à cause de la pandémie de Covid-19. Elle se déroule finalement dans une  « bulle sanitaire »  du 16 au 30 mai 2021 à la Kigali Arena de Kigali au Rwanda et voir la victoire du club égyptien de Zamalek.

## Équipes participantes
Les champions du Sénégal, du Maroc, d'Angola, du Nigéria, de Tunisie et d'Égypte sont automatiquement qualifiés pour la Ligue africaine de basket-ball. Les champions des autres pays africains doivent passer par un tournoi de qualification organisée par la FIBA Afrique pour accéder à la phase finale de la compétition.
| Équipe                | Ville, pays            | Ligue nationale            | Mode de qualification    |
| --------------------- | ---------------------- | -------------------------- | ------------------------ |
| AS Douanes            | Dakar, Sénégal         | Nationale 1                | Champion du Sénégal 2019 |
| AS Police             | Bamako, Mali           | Division I                 | Tournoi de qualification |
| AS Salé               | Salé, Maroc            | Division Excellence        | Champion du Maroc 2019   |
| FAP                   | Yaoundé, Cameroun      | Elite Messieurs            | Tournoi de qualification |
| Ferroviário de Maputo | Maputo, Mozambique     | Division I                 | Tournoi de qualification |
| GNBC                  | Antsirabe, Madagascar  | Nationale 1A               | Tournoi de qualification |
| GS Pétroliers         | Alger, Algérie         | Nationale 1A               | Tournoi de qualification |
| Patriots              | Kigali, Rwanda         | National Basketball League | Tournoi de qualification |
| Petro de Luanda       | Luanda, Angola         | BAI Basket                 | Champion d'Angola 2019   |
| Rivers Hoopers        | Port Harcourt, Nigeria | Nigerian Premier League    | Champion du Nigéria 2019 |
| US Monastir           | Monastir, Tunisie      | Pro A                      | Champion de Tunisie 2019 |
| Zamalek               | Gizeh, Égypte          | Super League               | Champion d'Égypte 2019   |

## Formule
Les douze équipes sont réparties en trois groupes de quatre. Chaque équipe s'affronte une fois au sein de chaque groupe. Les deux premiers de chaque groupe ainsi que les deux meilleurs troisièmes se qualifient pour les quarts de finale.

## Compétition

### Phase de groupe

#### Groupe A
|   |                |     |   |   |     |     |      |
|   | Équipe         | Pts | G | P | PP  | PC  | Diff |
| 1 | US Monastir    | 6   | 3 | 0 | 303 | 211 | +92  |
| 2 | Patriots       | 5   | 2 | 1 | 236 | 223 | +13  |
| 3 | Rivers Hoopers | 4   | 1 | 2 | 210 | 251 | -41  |
| 4 | GNBC           | 3   | 0 | 3 | 207 | 271 | -64  |

| 16 mai | Patriots    | 83 - 60  | Rivers Hoopers |
| 17 mai | US Monastir | 113 - 66 | GNBC           |
| 19 mai | GNBC        | 72 - 78  | Patriots       |
| 20 mai | US Monastir | 99 - 70  | Rivers Hoopers |
| 22 mai | US Monastir | 91 - 75  | Patriots       |
| 22 mai | GNBC        | 69 - 80  | Rivers Hoopers |

#### Groupe B
|   |                 |     |   |   |     |     |      |
|   | Équipe          | Pts | G | P | PP  | PC  | Diff |
| 1 | Petro de Luanda | 6   | 3 | 0 | 247 | 208 | +39  |
| 2 | AS Salé         | 5   | 2 | 1 | 253 | 260 | -7   |
| 3 | FAP             | 4   | 1 | 2 | 235 | 218 | +17  |
| 4 | AS Police       | 3   | 0 | 3 | 210 | 259 | -49  |

| 18 mai | Petro de Luanda | 84 - 66 | AS Police       |
| 18 mai | AS Salé         | 87 - 84 | FAP             |
| 20 mai | FAP             | 64 - 66 | Petro de Luanda |
| 20 mai | AS Salé         | 88 - 79 | AS Police       |
| 23 mai | AS Police       | 65 - 87 | FAP             |
| 23 mai | Petro de Luanda | 97 - 78 | AS Salé         |

#### Groupe C
|   |                       |     |   |   |     |     |      |
|   | Équipe                | Pts | G | P | PP  | PC  | Diff |
| 1 | Zamalek               | 6   | 3 | 0 | 254 | 181 | +73  |
| 2 | Ferroviário de Maputo | 5   | 2 | 1 | 229 | 218 | +11  |
| 3 | AS Douanes            | 4   | 1 | 2 | 230 | 250 | -20  |
| 4 | GS Pétroliers         | 3   | 0 | 3 | 213 | 277 | -64  |

| 17 mai | AS Douanes            | 94 - 76 | GS Pétroliers         |
| 17 mai | Zamalek               | 71 - 55 | Ferroviário de Maputo |
| 19 mai | Ferroviário de Maputo | 88 - 74 | AS Douanes            |
| 22 mai | GS Pétroliers         | 73 - 86 | Ferroviário de Maputo |
| 23 mai | AS Douanes            | 62 - 86 | Zamalek               |
| 24 mai | Zamalek               | 97 - 64 | GS Pétroliers         |

#### Classement des meilleurs troisièmes
|   |                |     |   |   |     |     |      |
|   | Équipe         | Pts | G | P | PP  | PC  | Diff |
| 1 | FAP            | 4   | 1 | 2 | 235 | 218 | +17  |
| 2 | AS Douanes     | 4   | 1 | 2 | 230 | 250 | -20  |
| 3 | Rivers Hoopers | 4   | 1 | 2 | 210 | 251 | -41  |

### Tableau final
Les confrontations du tableau final sont déterminées selon le bilan des clubs lors de la phase de poule. Ainsi le Petro de Luanda et l'AS Salé, dans le même groupe lors de la phase de poule, se retrouvent dès les quarts de finale.
|  | Quarts de finale 26 et 27 mai 2021 | Quarts de finale 26 et 27 mai 2021 |                 |                     | Demi-finales 29 mai 2021 | Demi-finales 29 mai 2021 |    |  | Finale 30 mai 2021 | Finale 30 mai 2021 |
|  | Quarts de finale 26 et 27 mai 2021 | Quarts de finale 26 et 27 mai 2021 |                 |                     | Demi-finales 29 mai 2021 | Demi-finales 29 mai 2021 |    |  | Finale 30 mai 2021 | Finale 30 mai 2021 |
|  |                                    |                                    |                 |                     |                          |                          |    |  |                    |                    |
|  | 26 mai                             |                                    |                 |                     |                          |                          |    |  |                    |                    |
|  |                                    |                                    |                 |                     |                          |                          |    |  |                    |                    |
|  | Zamalek (2)                        | 82                                 |                 |                     |                          |                          |    |  |                    |                    |
|  | Zamalek (2)                        | 82                                 |                 |                     |                          |                          |    |  |                    |                    |
|  | FAP (7)                            | 53                                 |                 |                     |                          |                          |    |  |                    |                    |
|  | FAP (7)                            | 53                                 | Zamalek (2)     | 89                  |                          |                          |    |  |                    |                    |
|  | 26 mai                             |                                    | Zamalek (2)     | 89                  |                          |                          |    |  |                    |                    |
|  |                                    | Petro de Luanda (3)                | 71              |                     |                          |                          |    |  |                    |                    |
|  | Petro de Luanda (3)                | Petro de Luanda (3)                | 71              | 79                  |                          |                          |    |  |                    |                    |
|  | Petro de Luanda (3)                |                                    |                 | 79                  |                          |                          |    |  |                    |                    |
|  | AS Salé (6)                        | 72                                 |                 |                     |                          |                          |    |  |                    |                    |
|  | AS Salé (6)                        | 72                                 | Zamalek (2)     | 76                  |                          |                          |    |  |                    |                    |
|  | 27 mai                             |                                    | Zamalek (2)     | 76                  |                          |                          |    |  |                    |                    |
|  |                                    | US Monastir (1)                    | 63              |                     |                          |                          |    |  |                    |                    |
|  | US Monastir (1)                    | US Monastir (1)                    | 63              | 86                  |                          |                          |    |  |                    |                    |
|  | US Monastir (1)                    |                                    |                 | 86                  |                          |                          |    |  |                    |                    |
|  | AS Douanes (8)                     | 62                                 |                 |                     |                          |                          |    |  |                    |                    |
|  | AS Douanes (8)                     | 62                                 | US Monastir (1) | 87                  |                          |                          |    |  |                    |                    |
|  | 27 mai                             | 27 mai                             | US Monastir (1) | 87                  | Match pour la 3e place   | Match pour la 3e place   |    |  |                    |                    |
|  | 27 mai                             | 27 mai                             |                 | Patriots (4)        | Match pour la 3e place   | Match pour la 3e place   | 46 |  |                    |                    |
|  | Patriots (4)                       | 73                                 | 30 mai          | 30 mai              |                          |                          | 46 |  |                    |                    |
|  | Patriots (4)                       | 73                                 | 30 mai          | 30 mai              |                          |                          |    |  |                    |                    |
|  | Ferroviário de Maputo (5)          | 71                                 |                 | Petro de Luanda (3) | 97                       |                          |    |  |                    |                    |
|  | Ferroviário de Maputo (5)          | 71                                 |                 | Petro de Luanda (3) | 97                       |                          |    |  |                    |                    |
|  |                                    |                                    |                 |                     |                          |                          |    |  | Patriots (4)       | 68                 |
|  |                                    |                                    |                 |                     |                          |                          |    |  | Patriots (4)       | 68                 |

## Récompenses individuelles[1]
- Première équipe type :
  -   Walter Hodge
  -  Wael Arakji
  -  Alvaro Masa
  -  Makram Ben Romdhane
  -  Jone Lopes

- Deuxième équipe type :
  -  Myck Kabongo
  -  Chris Crawford
  -  Kenny Gasana
  -  Carlos Morais
  -  Michael Fakuade

- Distinctions personnelles :
  - Meilleur joueur :   Walter Hodge
  - Meilleur défenseur :  Anas Mahmoud
  - trophée de l'esprit sportif (fair-play) :  Makram Ben Romdhane

- Leaders statistiques individuels :
  - Meilleur marqueur :  Terrel Stoglin
  - Meilleur rebondeur :  Ibrahima Thomas
  - Meilleur passeur :  Myck Kabongo
  - Meilleur interceptionneur :  Mamadou Diop
  - Meilleur bloqueur :  Baru Adjehi
  - Meilleur pourcentage de panier à trois points :  Souleymane Diabate
  - Meilleur pourcentage de lancer franc :  Kenny Gasana